# Risiocnemis serrata
Risiocnemis serrata – gatunek ważki z rodziny pióronogowatych (Platycnemididae). Endemit Filipin; stwierdzony na wyspach Catanduanes, Luzon, Marinduque i Polillo.